# Gaia (sonda kosmiczna)
Gaia – bezzałogowa sonda kosmiczna ESA, przeznaczona do wykonania precyzyjnych pomiarów astrometrycznych. Była następcą satelity Hipparcos. Pierwotnie zaplanowano jako nazwę misji akronim GAIA (ang. Global Astrometric Interferometer for Astrophysics) i chociaż ostatecznie sondy nie wyposażono w interferometr, akronim pozostał niezmieniony dla zachowania ciągłości projektu.
Misja została zaakceptowana w 2000 roku, a projekt był wdrażany od 2006. Uczestnikami tego projektu był zespół astronomów, inżynierów i informatyków z ESA oraz europejskiego Konsorcjum Przetwarzania i Analizy Danych (Date Processing and Analysis Consortium, DPAC). W samą pracę w DPAC zaangażowanych było 400 osób z 20 krajów Europy. Całkowity koszt satelity Gaia, zawierający jego wyprodukowanie, wyniesienie w przestrzeń kosmiczną i koszty operacyjne, wynosił 650 milionów euro.

## Start
Wyniesienie satelity na orbitę było zaplanowane na październik 2013 roku, jednak zostało opóźnione ze względu na wymianę sprzętu zagrożonego usterką. Sonda wystartowała 19 grudnia 2013 roku o 09:12:19 UTC z Gujańskiego Centrum Kosmicznego przy pomocy rakiety Sojuz-STB (komercyjnej odmiany Sojuza 2). W ciągu 10 minut od startu, po oddzieleniu pierwszych trzech stopni i uruchomieniu górnego stopnia Fregat, dostarczono ją na tymczasową orbitę parkingową na wysokości 175 kilometrów. Po kolejnych 11 minutach drugie odpalenie Fregatu pozwoliło przejść na orbitę transferową, aż wreszcie Gaia oddzieliła się od górnego stopnia. Po uruchomieniu naziemnej telemetrii i kontroli położenia rozpoczęto uruchamianie obserwatorium. Jedną z procedur było rozłożenie osłony przeciwsłonecznej, która chroni satelitę przed wysoką temperaturą. Ten etap zakończył się około półtorej godziny po starcie. Następnie teleskop rozpoczął podróż do punktu L2. W celu dostarczenia sondy do tego miejsca konieczne było wykonanie kilku manewrów przy użyciu silników sterujących. Manewr się powiódł i po jeszcze jednej korekcie obserwatorium znalazło się na docelowej orbicie wokół punktu Lagrange’a w pierwszej dekadzie stycznia 2014.

## Misja
Gaia poruszała się po orbicie Lissajous wokół punktu Lagrange’a L2 z okresem obrotu 180 dni, w odległości 1,5 mln km od Ziemi. Orbita ta została wybrana, ponieważ na niej Ziemia nigdy nie zasłania Słońca, co zapewniło stały dopływ energii z paneli słonecznych oraz brak naprężeń termicznych poprzez jednostajne oświetlenie sondy. Przyrządy sondy były chronione przez okrągłą osłonę o średnicy 10,5 m zawsze skierowaną ku Słońcu dlatego tu umieszczono panele ogniw słonecznych. Osłona umożliwiała utrzymanie temperatury wnętrza statku na poziomie −110 °C oraz osłaniała instrumenty optyczne sondy przed blaskiem światła słonecznego. Pomimo tego sonda rejestrowała znaczącą ilość niepożądanego światła pochodzącego z dyfrakcji światła słonecznego na strzępkach włókien przypadkowo wystających poza krawędź zdegradowanej osłony. 
Misja została zaplanowana na 5 lat. W tym czasie Gaia miała zaobserwować ok. 1% gwiazd w naszej galaktyce, dzięki czemu jasność i położenie każdej z gwiazd zostały zmierzone około 70 razy.
Masa satelity to 2030 kg. W trakcie misji sonda powoli się obracała, a jej dwa teleskopy omiatały niebo, kierując obraz na największą matrycę CCD, jaką do tej pory wyniesiono w kosmos.

## Cele naukowe misji
Misją sondy było przede wszystkim sporządzenie najdokładniejszej trójwymiarowej mapy Drogi Mlecznej. Wykonano pomiary astrometryczne i fotometryczne ok. miliarda gwiazd o wielkości gwiazdowej do 20m w naszej Galaktyce i niektórych obiektów pozagalaktycznych. Gaia obserwowałą nie tylko gwiazdy, ale również planetoidy, obiekty z Pasa Kuipera, kwazary, supernowe, planety pozasłoneczne itp.
Do zadań Gai należały pomiary:
- astrometryczne – pozycje, odległości, roczny ruch własny obiektów
- fotometryczne – dostarczyły informacji astrofizycznych takich jak typ widmowy gwiazd, temperatura, przesunięcie ku czerwieni itp.
- spektrometryczne – dostarczyły takich informacji jak prędkość radialna dzięki wykorzystaniu efektu Dopplera (dla ok. 150 milionów gwiazd), parametry atmosferyczne, prędkości obrotu (dla ok. 5 milionów gwiazd jaśniejszych niż 12m), częstość występowania pierwiastków (dla ok. 2 milionów gwiazd jaśniejszych niż 11m).

Dodatkowym zadaniem Gai było monitorowanie niebezpiecznie bliskich planetoid zagrażających Ziemi (tzw. NEO), głównie z grupy Atiry, których orbity znajdują się między Ziemią a Słońcem. Satelita mógł z kosmosu monitorować wycinek nieba niewidoczny z powierzchni Ziemi, co zwiększyło nasze szanse obrony przed asteroidami. Na podstawie danych z Gai można było wyznaczyć masę niektórych z tych obiektów. Celem sondy było również wyznaczenie odległości pulsara PSR B1913+16, co pomoże w zmierzeniu relatywistycznych efektów grawitacyjnych.
W 2014 sonda odkryła swoją pierwszą supernową Gaia14aaa.
W 2019 misja Gai została przedłużona do 31 grudnia 2025 z zaplanowaną rewizją misji w 2022.

## Zakończenie misji
25 marca 2025 ESA wyłączyła kolejno systemy Gai. Satelita został skierowany na bezpieczną orbitę wokół Słońca, kończąc w ten sposób swoją ponad dziesięcioletnią misję.

## Budowa satelity
Satelita składał się z trzech podstawowych części zawierających instrumenty naukowe, urządzenia mechaniczne oraz urządzenia elektryczne. Pierwszą część stanowił zintegrowany przyrząd obserwacyjny pozwalający na jednoczesne wykonywanie pomiarów astrometrycznych, fotometrycznych i spektroskopowych. Dwie pozostałe części służyły do jego obsługi.
Przyrząd stanowił system optyczny, którego podstawowymi elementami były: dwa teleskopy ustawione do siebie pod kątem 106,5 stopnia, dwa lustra główne o rozmiarach 1,4 × 0,5 metra oraz 106 wysokiej jakości detektorów CCD o rozmiarach 4500 × 1966 pikseli każdy, łącznie zajmujących powierzchnię około 1 × 0,5 m. Podczas prowadzenia badań satelita obracał się z prędkością 1 stopnia na minutę. To pozwoliło na obserwację tego samego obszaru nieba za pomocą drugiego teleskopu po 106,5 minutach. Obraz każdej gwiazdy widocznej w teleskopach był rejestrowany w trakcie przesuwania się przez kolejne detektory CCD. 
Ponieważ głównym celem projektu było wykonanie dokładnych pomiarów położeń i przesunięć ciał niebieskich, w układzie optycznym zastosowano prostokątne lustra pierwotne, a nie jak to zazwyczaj bywa w teleskopach – okrągłe. Z tego względu również elementy światłoczułe detektorów umieszczonych w ogniskach miały kształt prostokątny, gdy standardowo są one kwadratowe. Dla zapewnienia maksymalnej czułości Gai przy obserwacji bardzo słabo świecących obiektów w jej głównej kamerze nie zastosowano filtrów, dlatego zbierała informacje jedynie o natężeniu światła, nie zaś o barwach źródeł. Barwy oraz rozkład spektralny gwiazd obserwowanych przez Gaię były mierzone innymi instrumentami znajdującymi się na jej pokładzie. Sama kamera zawierała największą matrycę CCD zastosowaną dotąd w teleskopach kosmicznych, składającą się z blisko miliarda elementów.
Według oszacowań udało się zaobserwować pozycję miliarda gwiazd o jasności z przedziału 5,7–20m. To ok. 1% gwiazd znajdujących się w Drodze Mlecznej.